# Latitudes del caballo

Diagrama de la posición relativa de las latitudes del caballo

Las Latitudes del caballo, Latitudes de los caballos  o Alta subtropical (en inglés: Horse latitudes) son zonas de altas presiones atmosféricas subtropicales situadas a los dos lados del ecuador terrestre (aproximadamente de 30° a 38° Norte y Sur). Esta región está bajo una cresta de alta presión llamada alta subtropical. Es una zona que recibe pocas lluvias y tiene vientos variables mezclados con calmas.
Las latitudes del caballo están asociadas con el anticiclón subtropical y el descenso a gran escala de las corrientes de aire a gran altitud que se mueven hacia los polos. Después de llegar a la superficie de la tierra, este aire se propaga hacia el ecuador, como parte de los vientos alisios predominantes o hacia los polos, como parte de los vientos del oeste.
Se forman unas zonas de alta presión que son como cinturones paralelos entre sí, separados a una distancia del ecuador que en verano varía unos pocos grados. El cinturón más cercano al trópico de Cáncer se conoce como cinturón de calma de Cáncer, mientras que el cinturón más cercano al trópico de Capricornio se conoce como cinturón de calma de Capricornio.
Las persistentes condiciones cálidas y secas de las latitudes del caballo también contribuyen a la existencia de los desiertos tropicales, como el desierto del Sáhara en la África, los del suroeste de los Estados Unidos y norte de México y partes del Oriente Medio en el hemisferio norte, como también del desierto de Atacama, el desierto de Kalahari y el desierto de Australia en el hemisferio sur.

## Etimología
La explicación más plausible, según la Enciclopaedia Britannica, es que, en tiempos del Imperio español, se transportaban caballos en barco a las colonias americanas. Esos barcos a menudo quedaban encalmados en esas zonas de altas presiones, hecho que prolongaba el viaje en más días de los previstos. En esas circunstancias los tripulantes de los barcos se veían obligados a economizar el agua y, teniendo en cuenta que los caballos la bebían en gran cantidad, era imposible mantenerlos vivos a bordo. A consecuencia de esto los tripulantes tenían que matarlos y lanzarlos por la borda para poder sobrevivir.
Otra teoría, más indirecta (ya que es consecuencia de la primera), es que este nombre deriva del ritual del "caballo muerto" de los antiguos marineros. En este ritual los marineros preparaban al barco un muñeco de un caballo, relleno de paja, que acababan tirando por la borda. Antiguamente a los marineros se les pagaba una parte del sueldo antes del viaje, que a menudo gastaban todo de una vez, con lo que tenían un periodo sin ingresos y con deudas. Este periodo sin ingresos y con deudas se denominaba "deuda del caballo muerto" (dead horse debt) y normalmente duraba un mes o dos. Los marineros hacían la ceremonia de tirar el muñeco del caballo cuando ya habían recibido el resto de la paga, cosa que acostumbraba a coincidir con el paso por las latitudes de los caballos y estas latitudes acabaron recibiendo este nombre por este ritual